# Santa Catalina de Alejandría (El Greco)
Santa Catalina de Alejandría es una temática inusual en el corpus pictórico del Greco. Este pintor solía hacer varias versiones de sus obras, pero de este tema solamente se conserva una pintura considerada autógrafa suya. En los inventarios realizados por Jorge Manuel Theotocópuli después de la muerte del maestro, se menciona una pieza de esta temática, que podría ser la actualmente existente, y una Santa Catalina de Siena, actualmente perdida.

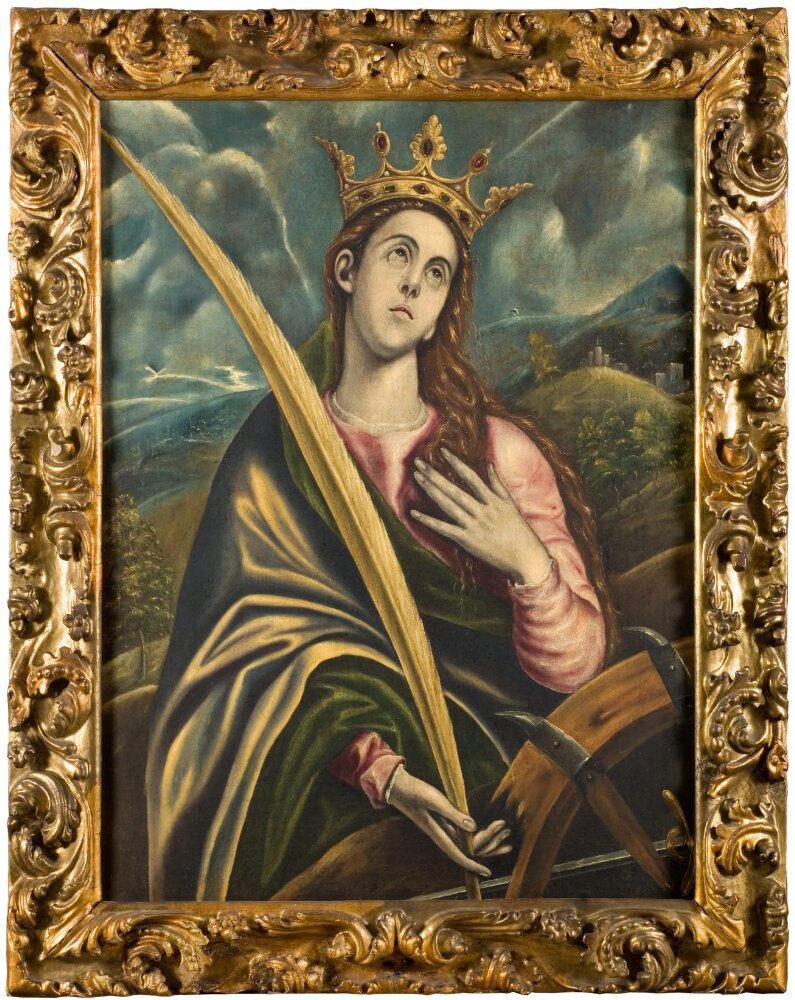
Versión del Museo Nacional de Suecia

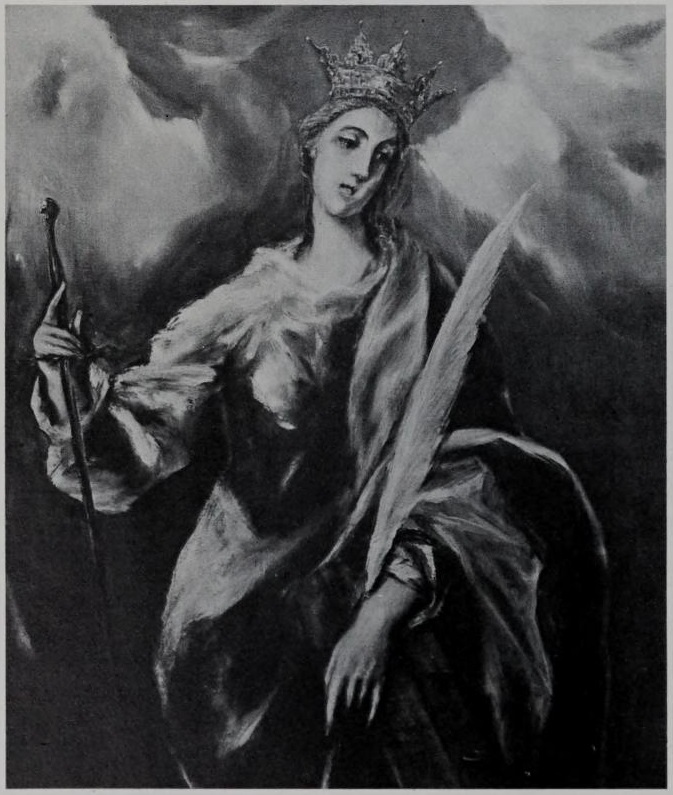
Versión en una colección privada

## Temática de la obra
Según leyendas carentes de base histórica, Catalina de Alejandría era una joven de gran belleza y erudición. El emperador romano Majencio quiso desposarla, pero Catalina, movida por su profunda fe cristiana, se negó, ya que Majencio era pagano. Entonces, Majencio ordenó que fuera torturada con una rueda con clavos, la cual fue destruida por un rayo caído del cielo. Finalmente, Catalina fue ejecutada con una espada.

## Análisis de la obra
- Museo de Bellas Artes (Boston), n º. de inventario: 1993.38;[3]
- Pintura al óleo sobre lienzo;
- Dimensiones: 90x 61 cm, según Wethey.(100.5 x 63.8 cm según el museo);
- Datación: hacia 1610-1614;
- Catalogado por Harold Wethey con la referencia 201, y por Tiziana Frati con el n º. 165;[4]
- Firma ilegible y fragmentaria, en grandes letras griegas en cursiva, sobre la rueda.

El rostro de Catalina expresa una dignidad altiva, realzada por una corona, mientras que su figura forma una curva propia del manierismo. El Greco representa a la santa con sus atributos de santidad: su brazo izquierdo descansa sobre la rueda —rota por el rayo— y sostiene la palma del martirio, mientras que su mano derecha sujeta la espada —representada de perfil— con la que fue ejecutada. El color es muy fino en todos los detalles, como por ejemplo en el cielo azul luminoso, la corona de oro, la palma dorada, la rueda de bronce o la espada negra. Concretamente, en el ángulo inferior izquierdo, el Greco deja ver la imprimación rojiza, típica de su última etapa.
Cabe señalar la maestría en la representación de la túnica rosa, con brillantes reflejos blancos, y en el azul pálido del manto, que recuerdan los últimos Apostolados del maestro.

### Procedencia
1. Marqués de Alós, Castillo de Balsareny, hasta 1936;
2. Thomas Harris, Londres;
3. Pinakos & Knoedler, New York;
4. Mrs. Charles S. Payson, Manhasset;
5. retornado a Pinakos & Knoedler;
6. William A. Coolidge;
7. legado de William A. Coolidge al Museo de Bellas Artes (Boston).[7]

## Copias

### Versión del Museo Nacional de Suecia
- Museo Nacional de Suecia;[8]

- Pintura al óleo sobre lienzo;
- Dimensiones: 98 x 74 cm;[9]
- Catalogado por Wethey con la referencia X-245 y por Tiziana Frati con el n º. 152;[10]

Según Wethey, se trata de una obra de un seguidor del Greco, realizada entre 1625-1650 y la composición estaría inspirada en la Magdalena penitente (El Greco, Tipo-V).

#### Procedencia
1. Miguel Borondo, Madrid;
2. Colección de Santiago Rusiñol, en el Museo Cau Ferrat, donde fue citado por Manuel Bartolomé Cossío y por Julius Meier-Graefe;
3. En el comercio;[12]
4. Colección de Rolf de Maré;
5. Donación de Rolf de Maré al Museo Nacional de Suecia, en 1966.[13]